# Arsites
Arsites (altgriechisch Ἀρσἱτης; † 334 v. Chr.) war ein persischer Statthalter (Satrap) im 4. vorchristlichen Jahrhundert.
Arsites war unter der Herrschaft der Achämeniden der Statthalter des hellespontischen Phrygien (Kleinphrygien) und Paphlagonien. Im Jahr 340 v. Chr. entsandte er ein Söldnerkontingent unter der Führung des Atheners Apollodoros zur Verteidigung des von Philipp II. belagerten Perinthos. Der Einsatz war erfolgreich, wodurch ein weiteres Vordringen des makedonischen Königs auf asiatischem Boden einstweilen verhindert werden konnte. Im Frühjahr 334 v. Chr. aber betrat Alexander der Große nach der Überquerung des Hellespont den Boden Asiens im Herrschaftsbereich des Aristes. Dieser bildete mit seinen kleinasiatischen Amtskollegen eine Satrapenkoalition zur Abwehr des Angreifers. In der Konferenz von Zeleia war er allerdings der führende Gegner des von dem Strategen Memnon vorgelegten Planes zur Anwendung einer Strategie der verbrannten Erde. In der Schlacht am Granikos befehligte er sein Aufgebot auf dem rechten persischen Flügel. Inmitten des Kampfes floh Arsites vom Schlachtfeld, allerdings beging er nur kurz darauf Selbstmord angesichts der von ihm mit zu verantwortenden Niederlage.
Seine Provinz war die erste auf asiatischen Boden, die dem Eroberer Alexander in die Hände fiel. Dieser ernannte dort den makedonischen General Kalas zu seinem Satrapen.
Arsites hatte einen Sohn namens Mithropastes, der nach dem Tod des Vaters auf eine Insel im persischen Golf flüchtete. Dort wurde er im Jahr 325/324 v. Chr. von dem Flottenkommandant Nearchos aufgenommen, den er auf dessen restlichen Weg seines Flottenunternehmens begleitete.